# Międzynarodowa Organizacja Morska

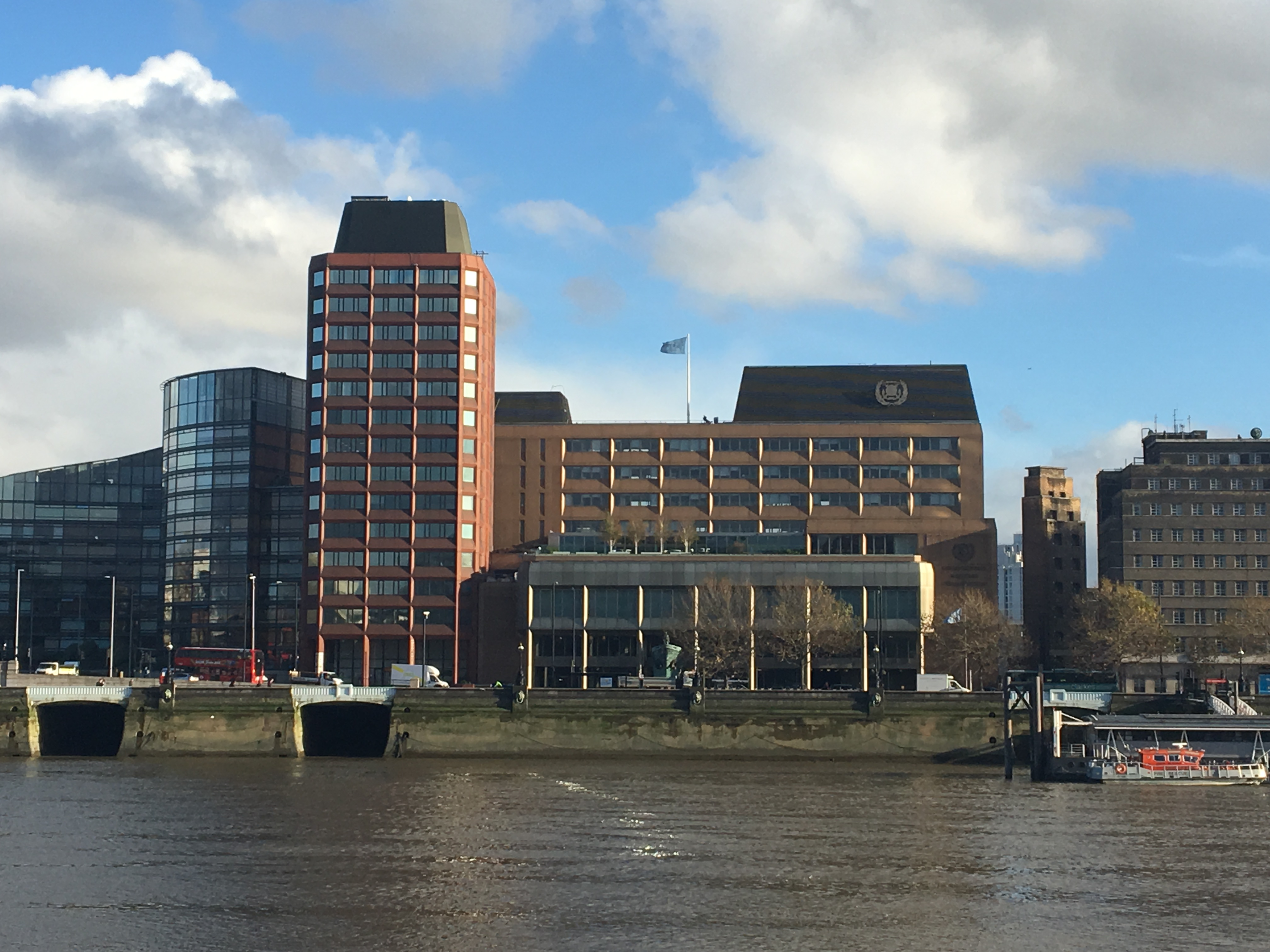
Siedziba Międzynarodowej Organizacji Morskiej w Londynie

Międzynarodowa Organizacja Morska, IMO (ang. International Maritime Organization) – organizacja wyspecjalizowana Narodów Zjednoczonych, zajmującą się sprawami morskimi, a w szczególności bezpieczeństwem na morzu oraz zapobieganiem zanieczyszczeniu środowiska morskiego przez statki.

## Historia
Powstała 17 marca 1959 z chwilą nabrania mocy przez Konwencję z 1948 r., początkowo pod nazwą IMCO (ang. Intergovernmental Maritime Consultative Organisation, Międzyrządowej Morskiej Organizacji Doradczej). Pierwsze posiedzenie odbyło się 22 maja 1959.  Od 22 maja 1982 działa pod nazwą obecną. Siedzibą organizacji jest Londyn, depozytariuszem Konwencji Sekretariat ONZ, języki miarodajne: angielski, francuski i hiszpański (art. 62). Spory rozwiązuje Zgromadzenie IMO bądź strony sporu w sposób na jaki się zgodzą (art. 55), Międzynarodowy Trybunał Sprawiedliwości udziela porad zgodnie z art. 96 Karty ONZ (art. 56).
Według stanu na rok 2023 jej członkami jest 175 państw i trzy państwa w charakterze członków stowarzyszonych (Hongkong, Wyspy Owcze i Makau). 66 organizacji międzyrządowych posiada umowy o współpracy z IMO, zaś 88 organizacji pozarządowych ma przy niej status doradczy.

## Struktura
IMO działa poprzez następujące organy:
- Zgromadzenie
- Radę
- 5 Komitetów
- Sekretariat.

Kadencja IMO trwa 2 lata, a urzędnicy nie podejmują decyzji. W skład Zgromadzenia wchodzą delegacje wszystkich krajów członkowskich.